# Eugenio Antonio Pedraza Ginori
Eugenio Antonio Pedraza Ginori nació en Esperanza Provincia de Villa Clara, Cuba el 4 de octubre de 1938. 
En la Universidad de La Habana se graduó como Licenciado en Publicidad (1960) y Licenciado en Historia del Arte (1978).
Director, realizador, guionista y productor de televisión, director y guionista de Radio, documentalista, teatrista, director y organizador de eventos y espectáculos, autor musical, productor discográfico, periodista, escritor, locutor, profesor, publicitario.

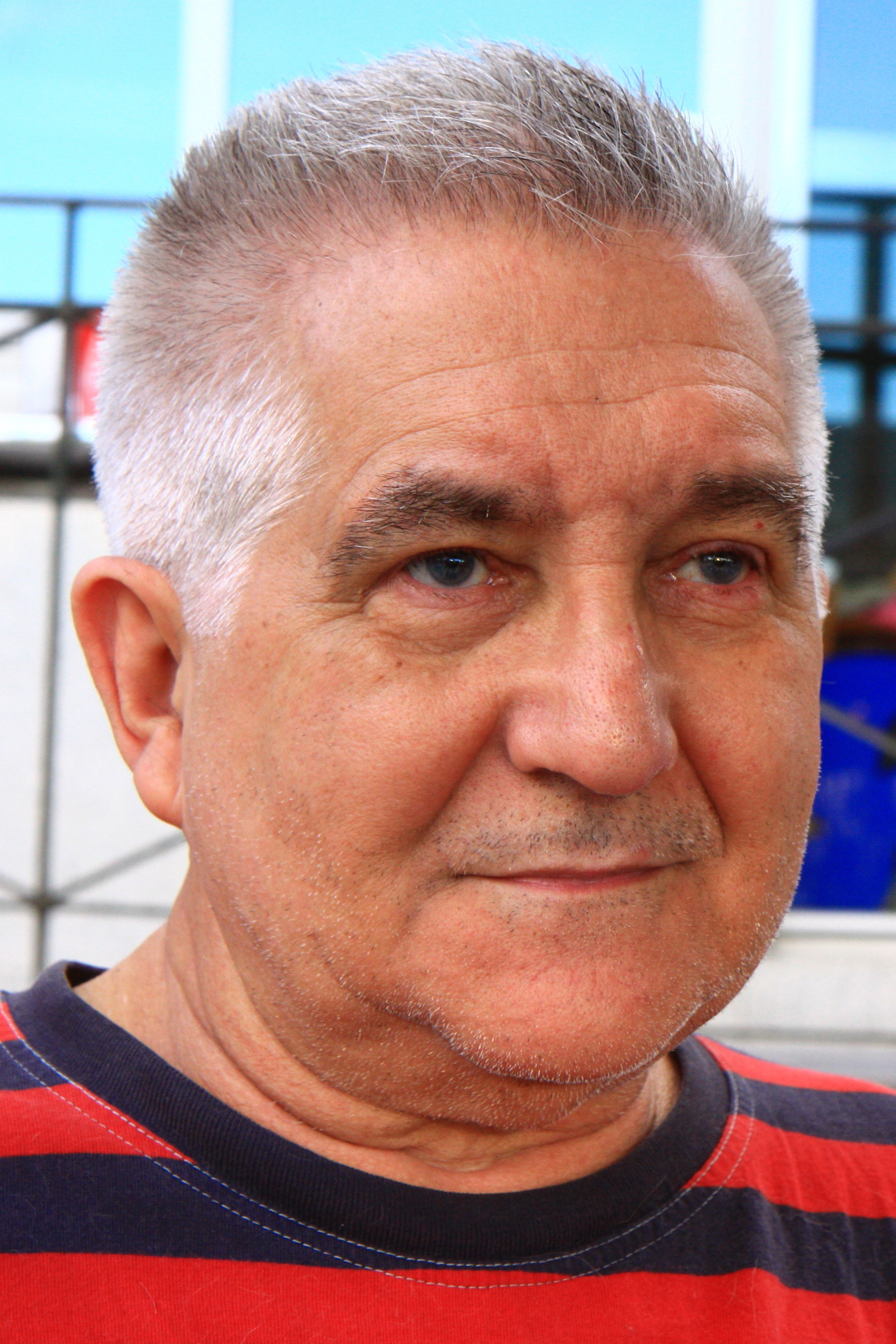
Eugenio Antonio Pedraza Ginori

## Carrera
En septiembre de 1956, tras terminar sus estudios de Bachillerato en Ciencias en el Instituto de Segunda Enseñanza de la ciudad de Santa Clara, se estableció en La Habana, donde comenzó a estudiar en la Escuela Profesional de Publicidad con la intención de dedicarse profesionalmente a dicha actividad. Asistía a clases por las noches mientras trabajó como administrativo en una empresa de transportes, mozo de almacén en Fin de Siglo, encuestador en varias agencias de publicidad y otras labores. 
De enero de 1957 a diciembre de 1960 redactó textos publicitarios en las agencias Rubín González, Publicidad Godoy y Mercados y Propaganda.
Al desaparecer la publicidad comercial en Cuba, orienta su carrera hacia la radio. Durante 1961 y 1962 escribió y dirigió programas en Radio Progreso Cadena Nacional. Entre ellos "Trío Servando Díaz" (que animaba Armando Martínez), "Sabor y Ritmo a las 7" (que incluía un sketch de "Lita y Cholito", personajes cómicos interpretados por Lita Romano y Armando Soler, escrito por Héctor Quintero), "El show de Alfonso Arau" y "Variedades Radio Progreso", antecesor de "Alegrías de sobremesa", que contaba con cantantes populares como Moraima Secada, Rolo Martínez, Kino Morán, Celeste Mendoza, Nancy Álvarez y muchos otros, acompañados por la Orquesta Jazz Band de Radio Progreso que dirigía Manolo Castro. Este programa, realizado en directo con público en el estudio 1, combinaba en su formato las actuaciones musicales con sketchs humorísticos escritos por Manuel Montero Ojea "Membrillo" en los que intervenían figuras legendarias del vernáculo cubano como Alicia Rico, Marío Galí "Tachuela", Carlos Montezuma, Francisco Marrero "Tinguaro", Natalia Herrera, Gastón Palmer y otros. En Radio Progreso dirigió un programa de cantantes aficionados llamado "Estrellas del mañana" del que surgieron figuras como Danny Puga, Mireya Escalante, María Elena Pena, Alberto Bermúdez y Daisy Ortega.
En Radio Progreso conoció a Mariano Suárez del Villar, musicalizador y director, cuyos criterios estéticos le influyeron notablemente y a quien le agradeció siempre el guiarle por el camino que lleva a la mejor música cubana.  
En 1962, el mexicano Alfonso Arau, quien dirigía el Teatro Musical de La Habana, lo invitó a integrarse a su grupo. Allí fue asistente de dirección de los primeros espectáculos ("Oh, la gente!" y "Nueve nuevos juglares"), cursó estudios teatrales que sedimentaron su conocimiento del medio y dirigió varios espectáculos. 
Durante 30 años, desde 1965 hasta 1995, trabajó en la Televisión Cubana como director, escritor y productor de programas. En la programación dramática dirigió "Teatro ICRT", "Palco 1", "La comedia del domingo" y varias series de "Grandes Novelas" con obras significativas de la literatura universal. Entre sus espacios musicales más destacados: "Un millón de lunes" (1966), “Juntos a las 9 / A la hora del cañonazo)” (1970/75), “Joven Joven” (1983/86), “En vivo” con Germán Pinelli y Verónica Lynn, que se transmitió de lunes a sábados durante 17 meses, “En la viva” con Consuelito Vidal (1991), “La guagua”, "A propósito de un ritmo cubano llamado son", “Todas las Mirtas (con la vedette Mirtha Medina, “Esta noche viene el Teatro Musical”, “Marta Valdés, hagamos la canción”, “La Burke en casa”, “Amaury Pérez por la carretera” (realizado en México en 1990), “Recital", etc. Entre las obras musicales que dirigió en TV Cubana aparecen "Los hermanos Dalton", "Pasión y muerte de Joaquín Murieta", "La verdadera historia de Pedro Navaja", "El bateus de Amadeus" y el ballet "Carmina Burana". 
También numerosos programas especiales, conciertos y grandes eventos como Concurso Nacional de la Canción Adolfo Guzmán, Festival OTI, Festival Internacional de Varadero, Girasol de la Revista Opina, Festival Nacional del Humor, Premio Egrem, Festival Jazz Plaza, Festival Nacional Benny Moré, "La Movida desde Tropicana" (dos especiales de 5 horas cada uno transmitidos en directo por Televisa y presentado por Verónica Castro)...
En sus programas y conciertos actuaron todas las figuras importantes de la farándula cubana del último cuarto del siglo XX. Y, además, artistas internacionales de la talla de Miriam Makeba, Alberto Cortez, Joan Manuel Serrat, Los 5 Latinos, Óscar D’León, Ana Belén y Víctor Manuel, Mikis Theodorakis, Danny Rivera, Karel Gott, Lucecita Benítez, María de Lourdes, Vicente Garrido, Quilapayún, Chico Buarque, Massiel, Los Bravos y otros muchos. 
En 1976/77, en las instalaciones de la Televisión de la RDA (DDR Fernsehen) en Berlín, cursó estudios de superación en la rama de dirección de programas. Como parte de dicha formación fue asistente de dirección en los espacios "Ein Kessel Buntes" (variedades musicales) y en el telemagazine "Berlin Panorama". 
En colaboración con Loly Buján, escribió y dirigió en 1978/79 "Yo también soy joven", serie que alcanzó un gran éxito de público y crítica, premiada por la Unión de Periodistas de Cuba. 
Fue representante de TV Cubana en el Encuentro Internacional de Programas de Televisión (Gdansk), en el Festival de la Canción de Sopot y en el Festival de la Canción OTI en Acapulco y en Valencia (España). En dos ocasiones (1978 y 1989) fue miembro del jurado internacional del Festival "Praga de Oro". auspiciado por la TV checoslovaca.   
Alternando con su trabajo en TV, de 1964 a 1995 organizó, escribió y dirigió múltiples actividades escénicas: conciertos, macro-conciertos, giras, obras teatrales, revistas musicales, festivales y espectáculos de variedades y de cabaret. Entre estos "Un peso de música" que repletó el Teatro Mella durante varias semanas. A destacar su trabajo durante varios años al frente de los espectáculos del Teatro Karl Marx (Habana) donde dirigió, entre otros muchos: el “Encuentro Cuba-USA” en 1979, la serie “Lunes para la Juventud”, “Las aventuras de Maggie y Luis”, “La Noche de los Girasoles de la Revista Opina”, “Premios EGREM”, “Joven Joven en el Karl Marx“, “Mirta a todo Mirta”, “La Seña del Humor se ensaña”, “Se soltó Papillon”, “Amaury Pérez de vuelta” e “Irakere en buena compañía”. 
De 1979 a 1982 colaboró con la EGREM, produciendo discos de Soledad Delgado, Mirtha Medina, María Elena Pena, Flora Mazorra, Los Rangers de Nicaragua y otros intérpretes. 
Autor y coautor de decenas de canciones. A destacar “Mía la felicidad”, que fue grabada, entre otros, por el Cuarteto de Meme Solís, Omara Portuondo y Ela Calvo). 
Su colaboración con Rafael Ortiz, director del Septeto Nacional Ignacio Piñeiro, produjo dos grandes éxitos del grupo: “La vida es una semana” y “El final no llegará”. Esta última obtuvo gran difusión internacional gracias a la Nueva Trova Santiaguera que, además de grabarla, cerraba con ella todos sus conciertos.
Además de los ya citados, entre los artistas que han interpretado canciones de Pedraza Ginori se hallan Celeste Mendoza, Rosita Fornés, Grupo Irakere, Soledad Delgado, Cuarteto Los Heraldos Negros, Grupo Sierra Maestra, Clara y Mario, Rolando Ojeda “Ojedita”, Consuelito Vidal, Orquesta Ritmo Oriental, Mirtha Medina, Miguel Ángel Piña, Issac Delgado, Farah María, Juanito Márquez, Lourdes Torres y Los Modernistas, Septeto Los Naranjos, Conjunto Los Montunos, Charanga Típica de Rubalcaba, Dúo Las Din Don, Orquesta Siglo XX, Mireya Escalante, Los Barba, Conjunto Los Latinos, Miguel Ángel Masjuán, Rebeca Martínez, Georgia Gálvez, Yolanda Brito, Magali Tars, Las Capella, Orquesta de Música Moderna de Santiago de Cuba, Alicia y Los 3+1, Bobby Carcassés, Los Heraldos Negros, Elsa Rivero, Elizabeth de Gracia, Coro del ICRT, El Nene y su Grupo...
Ha escrito adaptaciones y versiones al castellano de comedias musicales y canciones. Miembro de la SGAE (Sociedad General de Autores de España) y de la Sociedad de Autores Musicales de Cuba.
En periodismo, fue colaborador de la Revista Cuba Internacional y del Semanario Palante. Su creación literaria se compone de cinco libros: “Todo se complica” (cuentos), “Los famosos me tienen loco” (humor), “Crecer y dar tumbos” (novela),  "Pedraza Ginori Memorias Cubanas" (Libro 1 y Libro 2) y "Los Basurita de Carajillo" (novela).
Desde octubre de 1992 reside en España, donde ha trabajado en documentación e información, periodismo, radio, docencia y cine.  
- Datos: Q5850420
- Multimedia: Eugenio Antonio Pedraza Ginori / Q5850420